# Guessling-Hémering
Guessling-Hémering är en kommun i departementet Moselle i regionen Grand Est (tidigare regionen Lorraine) i nordöstra Frankrike. Kommunen ligger i kantonen Grostenquin som tillhör arrondissementet Forbach. År 2022 hade Guessling-Hémering 924 invånare.

## Befolkningsutveckling
Antalet invånare i kommunen Guessling-Hémering
| Referens: INSEE |